# 上海数据集团
上海数据集团是中華人民共和國上海市一家以数据为核心业务的市场竞争类市属国有企业，承担上海市公共数据和其他国企数据的运营。

## 歷史
2022年5月23日，上海市人民政府发布针对上海市国资委的《关于同意组建上海数据集团有限公司的批复》，同意组建上海数据集团。2022年8月，中共上海市委同意设立上海数据集团党委，并任命董事长和总裁等。2022年9月29日，上海数据集团揭牌成立并落户青浦新城。2022年内，有5家企业整合进入上海数据集团。